# Гондокоро
Гондокоро, также известный как Исмалия (или Измаилия) — находится в округе Джуба, недалеко от столицы Южного Судана.
Гондокоро был торговой миссией на восточном берегу Белого Нила в Южном Судане, примерно в 1200 километрах к югу от города Хартум. Этот населённый пункт был последним, до которого можно было подняться по Нилу от Хартума, так как несколькими километрами выше по течении находился предел судоходности Белого Нила, далее путь в Уганду шёл сушей.
Австрийский католический миссионер  Игнатий Кноблехер создал здесь миссию в 1852 году. Она была заброшена в 1859 году. Гондокоро был местом встречи Джона Спика Хеннинга и Джеймса Огастеса Гранта после двух лет и пяти месяцев долгого путешествия через Центральную Африку из Занзибара. Они прибыли сюда 13 февраля 1863 года и ждали встречи с британским консулом Джоном Петериком, чтобы спасти свою экспедицию. Так как Петерик был в отъезде, охотясь в окрестностях, то двух исследователей встречали Сэмюэль Бейкер и его жена Флоренс, которая встретила их с чашкой чая.
Алан Мурхед в своей книге «Белый Нил» описывает это так: "Сэмюэл Бейкер и его жена отправились вверх по Нилу в поисках его истоков, кроме них были и другие, прибывшие в Гондокоро с той же целью три голландских дамы: баронесса ван Капеллан, миссис и мисс Тайнне, но они были вынуждены вернуться в Хартум из-за болезни".
Бейкер говорил: «Спик казался более изможденным из них двоих: он был чрезмерно худ, но на самом деле он был в хорошем состоянии, он шел всю дорогу из Занзибара пешком, ни разу не ездил за этот утомительный марш. Грант был облачён в лохмотья, его голые колени проглядывали через остатки штанов».
Для завершения работорговли Исмаил-Паша, хедив Египта отправил в 1871 году экспедицию под руководством Бейкера, который исследовал окружающее пространство и назвал это место в честь хедива Исмаилия. Он укрепил город и поставил гарнизон. Он был включён генералом Чарльзом Джорджем Гордоном в 1874 году в состав Египетского хедивата, открыв двери для господства Египта над всем Суданом. Генерал в 1875 году по климатическим причинам перевёл столицу этого региона из Гондокоро в Ладо.
Во время восстания Махди в 1885 году Гондокоро попал в руки повстанцев. После поражения Махди в 1898 году, район попал в руки англичан. Это было самое северное укрепление протектората Уганда. Позже он принадлежал к Экваториальной провинции Англо-Египетского Судана.